# Wybory parlamentarne w Jordanii w 2013 roku
Wybory parlamentarne w Jordanii w 2013 roku – przedterminowe wybory do Izby Reprezentantów, które odbyły się 23 stycznia 2013. Zorganizowane przez króla Abdullaha II w celu uspokojenia narastających niepokoi społecznych w państwie. Bojkot wyborów zapowiedział opozycyjny Front Akcji Islamskiej.

## Tło wyborów
Po uspokojeniu antyrządowych protestów w Jordanii w 2011 r., jesienią następnego roku niezadowolenie społeczne zaczęło ponownie narastać. Na 5 października 2012 r. Bractwo Muzułmańskie będące główną siłą opozycyjną zorganizowało wiec antyrządowy w stolicy Jordanii Ammanie. Dzień przed demonstracją król Abdullah II rozwiązał parlament, co zgodnie z konstytucją oznaczało przeprowadzenie nowych wyborów parlamentarnych. 16 października państwowa komisja wyborcza ogłosiła, że wybory odbędą się 23 stycznia 2013 r..
Islamski Front Działań, związany z jordańską organizacją Braci Muzułmańskich i będący główną partią opozycyjną, zapowiedział bojkot wyborów protestując w ten sposób przeciwko ordynacji wyborczej uchwalonej w 2010 r. Zdaniem Frontu ordynacja marginalizuje głosy mieszkających w miastach Jordańczyków pochodzenia palestyńskiego, zaś uprzywilejowuje prokrólewski elektorat wiejski.

## Głosowanie i wyniki
W wyborach uprawnionych do głosowania jest 3,1 mln osób spośród 6,8 mln ogólnej populacji państwa. Według informacji rządowych do udziału w wyborach zarejestrowało się 2,27 mln ludzi. O 150 głosów w izbie reprezentantów będzie rywalizować 1500 kandydatów. Zgodnie z ordynacją wyborczą dla kobiet zagwarantowanych jest 15 miejsc, zaś 27 miejsc obsadzonych będzie w systemie proporcjonalnym z ogólnokrajowych list. 
Według władz frekwencja w wyborach wyniosła 56,5%, pomimo przedłużenia wyborów o godzinę.